# 姚海同
姚海同（1953年—），浙江上虞人，汉族，中华人民共和国政治人物、第十二届全国人民代表大会上海地区代表。
毕业于上海市委党校经济管理专业，加入中国共产党。2013年，被选为全国人大代表。